# Лишин, Николай Николаевич
Николай Николаевич Лишин (1893—1941) — русский военный и писатель («На Каспийском море; Год Белой борьбы», Прага, 1938 год); деятель Русской белой эмиграции Латвии.

## Биография
Родился в Одессе 7 сентября 1893 года. Отец — Лишин Николай Андреевич (1867—1917) — подполковник в отставке, коллежский асессор. Мать — Лишина Олимпиада Николаевна (урождённая — Велентей, 1873—1962) — член правления Рижского отделения Российского Императорского Человеколюбивого общества, первый начальник русского отдела Министерства образования независимой Латвии.
Поступил кадетом в Морской корпус в 1912 году (дата вступления на военную службу), с 20 июля 1915 года — корабельный гардемарин. Окончил Морской корпус и Высочайшим приказом 30 июля 1915 года был произведен в мичманы флота и выпущен в Балтийский флот. Был зачислен в состав 1-го Балтийского флотского экипажа. Служил на крейсере «Громобой», затем был переведён на службу на миноносец «Финн» минной дивизии Балтийского флота.
В Петрограде в ноябре 1917 года был арестован по доносу, но был отпущен и со своими товарищами-офицерами бежал на Каспий — в Бакинскую школу морской авиации. В октябре 1918 года, будучи в звании лейтенанта, Лишин был назначен вахтенным начальником на пароход «Алла Верды» и в составе Королевского флота Англии воевал против большевиков. В марте 1919 года был назначен флаг-офицером и вахтенным начальником парохода «Президент Крюгер», в мае этого же года ушёл со службы с «Президента Крюгера» и расторг контракт с англичанами.
Летом 1919 года находился в Омске с докладом у Верховного Правителя России адмирала А. В. Колчака о разоружении англичанами Каспийской военной флотилии и их политике на Каспийском море. Затем был с краткой миссией в Вооруженных силах Юга России и имел встречи с генералами Деникиным и Врангелем. После этого перешёл на службу в составе Сибирской флотилии и участвовал в боевых действиях в Сибири и на Дальнем Востоке. После расформирования Сибирской флотилии, в январе 1920 года Лишин эвакуировался из Владивостока с остатками отряда полковника Каппеля в Китай (Шанхай). Затем перебрался в Париж, некоторое время жил в Белграде и Эстонии (Ревель). В 1928—1937 годах жил в Риге.
С 1929 года старший лейтенант Николай Лишин занимал должность секретаря Объединения служивших в Российском Флоте в Риге. Это Объединение входило в состав Военно-Морского Союза, образованного 3 октября 1929 года на базе Русской эскадры, эвакуированной в Бизерту (Тунис). Руководство Союза располагалось в Париже. Одновременно был редактором русской газеты в Риге.
В 1939 году Лишин отошёл от общественной деятельности и жил в Риге. Был женат и имел сына Георгия (род. 1935). Был арестован органами НКВД в Эстонии в апреле 1941 года (по другим сведениям — в Риге в 1940 году) и Военным трибуналом Московского военного округа приговорён к расстрелу. Приговор был приведён в исполнение в Москве 24 июня 1941 года.